# Márkus István (politikus)
Márkus István (Szombathely, 1847. augusztus 14. – Kismarton, 1880. augusztus 24.) újságíró, miniszteri titkár, országgyűlési képviselő. Márkus József főpolgármester testvére. Írói álnevei: Kóbor lélek (a Magyarország és Nagyvilágban), Kósza lélek, Kapát, Vén Lapát.

## Származása, ifjúsága
Édesapja, Márkus József (1822-1873) a Sopron vármegyei Chernelházán  (ma: Chernelházadamonya) született. 1845. június 15-én kapott Szombathelyen polgárjogot, új lakóhelyén gombkötőként kereste kenyerét.
Édesanyja Horvát Anna Rozália (1823–1916) volt, kinek Boldizsár nevű testvére 1867 és 1871 között a Monarchia igazságügy-minisztere volt. A szülők 1846. november 25-én kötöttek házasságot Szombathelyen, frigyükből a következő gyermekek születettek:
- Márkus István (1847–1880) újságíró, politikus,
- Márkus Miklós, író, költő,
- Márkus József (1852-1915) főpolgármester,
- Márkus Elek (1854–1874) műegyetemi hallgató,
- Márkus Imre (1856-1945),
- Márkus Emília (1860–1949) színésznő,
- Irma.

## Pályafutása
A Pesti Egyetem jogi karán tanult, ahol 1867-ben szerezte meg diplomáját és a miniszterelnökség sajtóosztályán, innen az igazságügy minisztériumba került fogalmazónak nagybátyja, Horvát Boldizsár mellé. 1875-ben Bittó István közreműködésére titkárrá nevezték ki. Ugyanebben az évben Andrássy Gyula külügyminiszter felkérte, hogy legyen a király kísérője és magyar levelezője dalmáciai útján. Hadnagyi rangot nyert. Bosznia okkupációjában mint parancsőrtiszt vett részt Bienert altábornagy szárnysegédjeként; részt vett a brecskai csatában. Főhadnagyi ranggal és Ferenc-József-rend lovagkeresztjével és hadi éremmel, kitüntetve tért onnét vissza. Csakúgy mint testvére, József, ő is publikált különböző újságokban. Írói pályája a Pálffy Albert által szerkesztett Esti Lapnál kezdődött 1867-ben,  majd a Toldy István szerkesztett 1848 című lap munkatársa volt, 1868-tól.  Ez idő alatt fordította franciából Édouard Laboulaye Páris Amerikában című művét, melyet két kötetben önállóan jelentetett meg. Ezután a Rákosi Jenő-féle Reformnál dolgozott, amíg az 1875-ben a Pesti Naplóba olvadt. 1876-ig maradt ott, majd a Nemzeti Hírlapnál alkalmazták, 1877-ben ennek a lapnak tudósított a török-orosz háborúról az Abdul Kerimi táborból. Andrássy megbízásából a külügyi hivatalnak is küldött jelentéseket. A háború után törökországi utazást tett és élményeit Törökországi képek című könyvében örökítette meg.
1878. július 10-én átvette Toldy Istvántól a Nemzeti Hírlap szerkesztését és  1879. június 30-ig folytatta, mikor a lap megszűnt. Ezután a Pester Lloydba írt vezércikkeket; egy nyáron a Borsszem Jankót is szerkesztette. Cikkei a Magyarország és a Nagyvilágban (1877. A török táborban), a Pesti Naplóban (1877. 80. sz. Törökországi képek), a Budapesti Szemlében (1878. Albania) jelentek meg. Országgyűlési beszédei a Naplókban (1875-81. Legutolsó beszédét a véderőtörvény meghosszabbításakor mondta) találhatók.
Politikai pályafutása 1875-ben kezdődött; a csíkszeredai kerület országgyűlési képviselőjévé választották. 1878-ban Vas vármegye sárvári kerületének lett országgyűlési képviselője. Tagja és előadója volt a véderő bizottságnak és a delegáció hadügyi bizottságának (1876), a magyar-horvát regnikoláris bizottság előadói tisztével is őt bízták meg, valamint a képviselőház jegyzője is volt. 1877-ben a hadügyi költségvetés referense lett. Kezdetben a Deák-párt majd az abból létrejött Szabadelvű Párt híve.
Aktív életet élt, vívott, lovagolt, de a háború után egészsége megromlott, szívbaj gyötörte. Kismartonba utazott nagybátyjához, gyógyulást remélve, de 1880-ban ott érte a halál.

## Írásai
- Páris Amerikában.fordítás. Pest, 1869. (2. kiadás: Magyar nemzet családi Könyvtára 97., 98. és XXVII.)
- Törökországi képek. Bpest, 1877.